# Benincasa hispida
Benincasa hispida är en växt i familjen gurkväxter som förekommer i södra Asien och Sydostasien. Den odlas ungefär sedan 500-talet i Kina som grönsak. Svenska namn för arten är bland annat vaxpumpa och ätlig vaxgurka.
Växtens frukter liknar en gurka eller en långsträckt melon. De kan nå en längd av 1,2 meter och en vikt mellan 2 och 35 kg. Benincasa hispida utvecklas varje år och bladen har håriga utskott. Rankorna kan bli upp till 6 meter långa. De ökar sin längd med upp till 60 cm per dag. I trädgårdar hittas växten ofta på marken men ibland byggs en ställning så att den kan klättra. Även frukten har hår på utsidan men utformningen varierar mellan olika odlade varianter. Även smaken blev varierande. De omogna frukterna är oftast gröna på utsidan och dessutom finns blåa och violetta exemplar. I det vita fruktköttet finns frön som liknar gurkans frön. Växten kallas på engelska Wax gourd på grund av ett vaxliknande ämne på fruktens utsida. Artepitet hispida i det vetenskapliga namnet syftar på de grova håren.
Benincasa hispida blev introducerad i Amerikas tropiska delar. Vanligast är odlingar i Kina, Indien, Vietnam, Thailand och Filippinerna.
Frukterna äts antingen rå eller som tillägg i grytor. Ibland tillagas växtens frön och äts liksom pumpafrön. Sällan kokas unga blad. När frukterna lagras kan de få en besk lukt. Även vid tillagningen kan lukten påminna om flatulens.
Benincasa hispida utgör den viktigaste bestånddelen i olika sötsaker.

## Bildgalleri

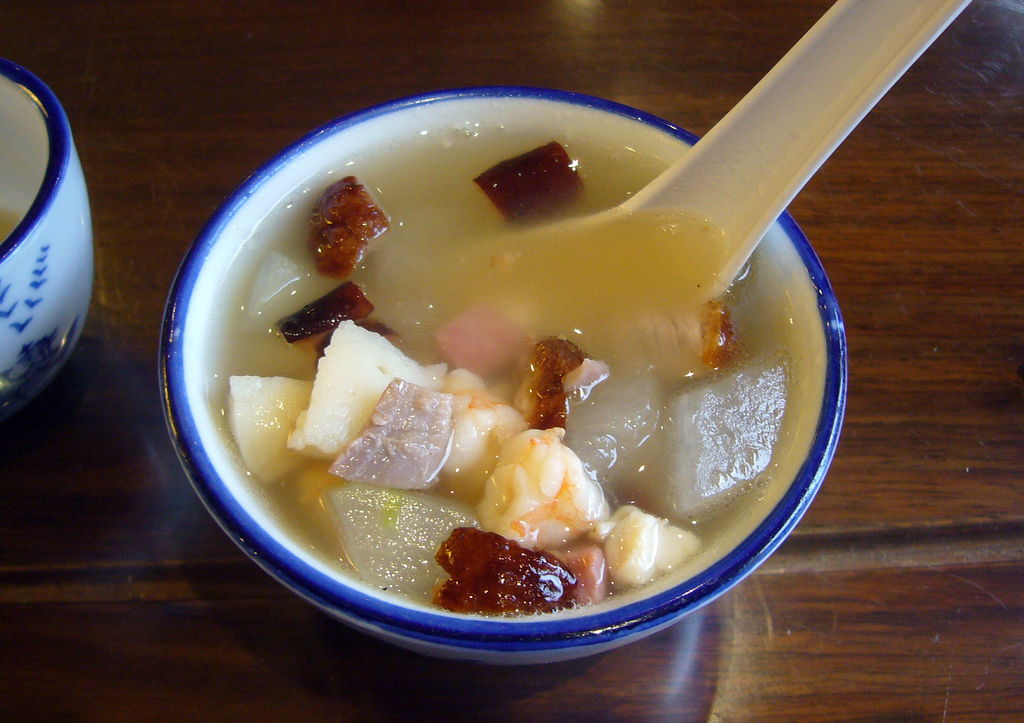
Gryta med Benincasa hispida
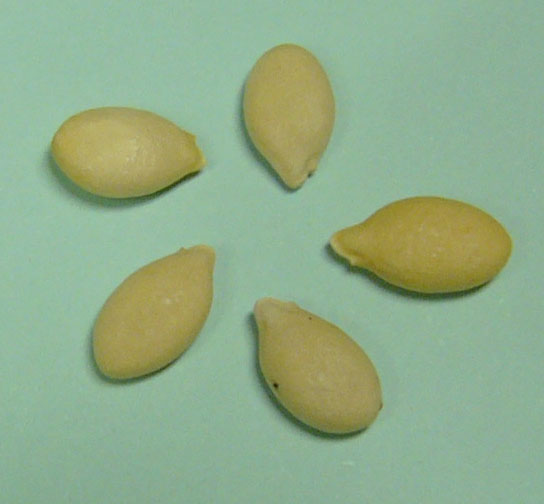
Frön
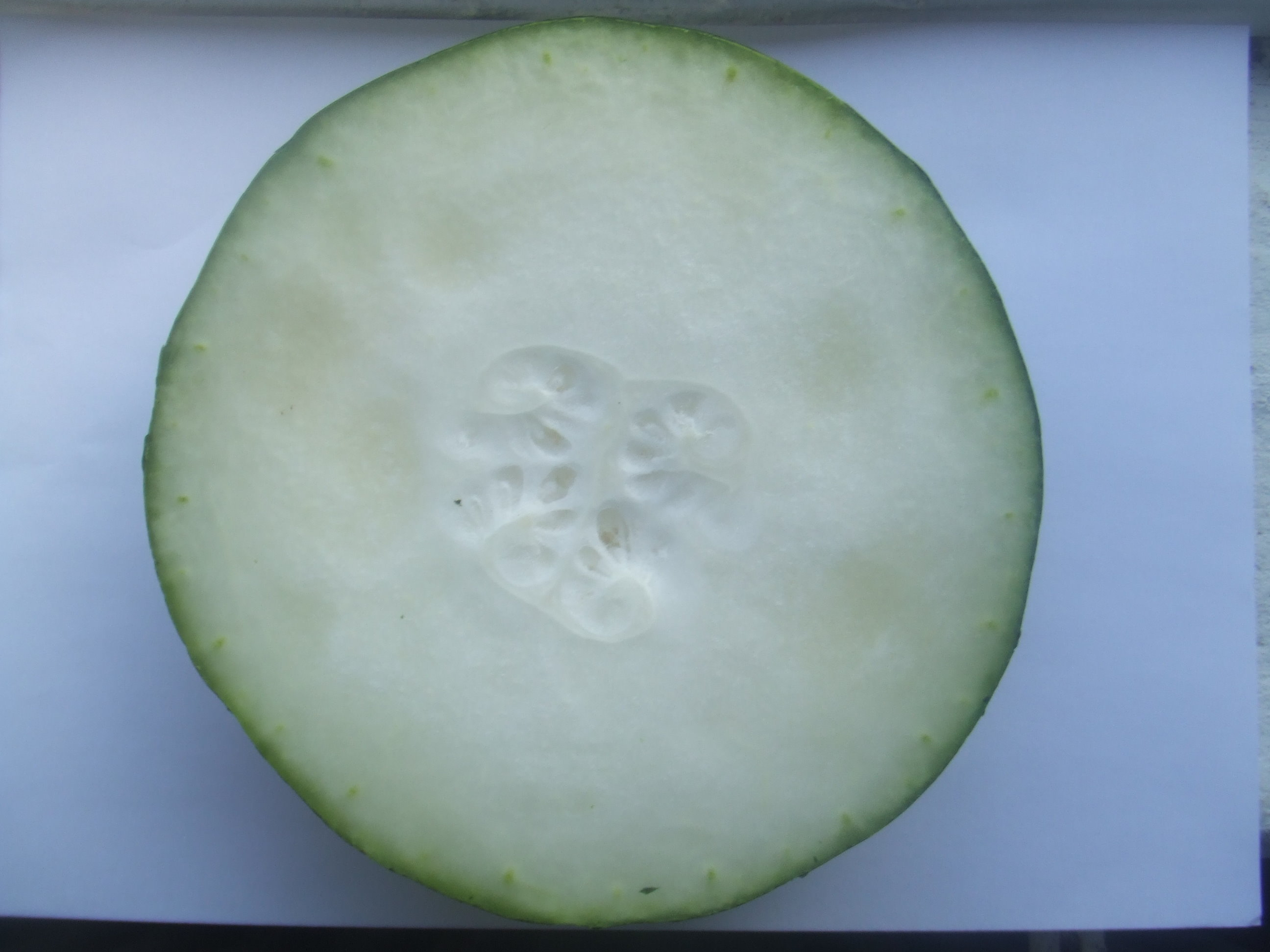
Fruktkötet